# Драконов, Василий Иванович
Васи́лий Ива́нович Драко́нов (26 января 1935, Козьминское, Свердловский район, Орловская область, РСФСР, СССР ― 28 июня 2012, Йошкар-Ола, Россия) ― советский и российский актёр театра, чтец. Актёр Республиканского русского драматического театра Марийской АССР (с 1973), чтец-разговорник Марийской государственной филармонии имени Я. Эшпая (1980―2002). Народный артист Республики Марий Эл (1999). Заслуженный артист Марийской АССР (1988).

## Биография
Родился 26 января 1935 года в селе Козьминское ныне Свердловского района Орловской области.
В 1958 году окончил ГИТИС. 
В 1958―1960 годах работал в театре Вильнюса, в 1960―1961 и 1962―1969 годах – в театре драмы Орска, в 1961―1962 годах ― в театре драмы Оренбурга, в 1969―1970 годах ― в театре Курска, в 1970―1971 годах ― в театре Барнаула, в 1971―1973 годах ― в театре Казани.
С 1973 года ― актёр Республиканского русского драматического театра Марийской АССР (ныне ― Академический русский театр драмы имени Г. Константинова). Сыграл здесь свыше 100 ролей, как драматических, так и комических. Для его ролей характерны тонкая проработка внутренней логики образа и простая и чистая игра без внешних эффектов.
В 1980―2002 годах ― чтец-разговорник в Марийской государственной филармонии имени Я. Эшпая.
В 1999 году ему присвоено почётное звание «Народный артист Республики Марий Эл». Награждён медалями и Почётной грамотой Президиума Верховного Совета Марийской АССР.
Скончался 28 июня 2012 года в г. Йошкар-Оле.

## Основные роли
Далее представлен список основных ролей В. И. Драконова:
- Учитель танцев («Дурочка», Лопе де Вега)
- Иосиф («Царь Иудейский», К. Романов)
- Большов («Банкрот», А. Островский)
- Гусь-Ремонтный («Танго на закате», М. Булгаков)
- Учитель («Укрощение строптивой», У. Шекспир)
- Шуйский («Царь Фёдор Иоаннович», А. Толстой)

## Признание
- Народный артист Республики Марий Эл (1999)[1][2][4]
- Заслуженный артист Марийской АССР (1988)[1][2]
- Почётная грамота Президиума Верховного Совета Марийской АССР (1985)[1][2]